# King Lear (film fra 1916)
 For alternative betydninger, se King Lear. (Se også artikler, som begynder med King Lear)
King Lear er en amerikansk stumfilm fra 1916 af Ernest C. Warde.

## Medvirkende
- Frederick Warde.
- Lorraine Huling som Cordelia.
- Wayne Arey.
- J.H. Gilmour.
- Hector Dion som Edmund.